# Supercoppa LNP di Serie B 2023
La Supercoppa LNP 2023 di Serie B, denominata Supercoppa LNP Serie B Old Wild West 2023 per ragioni di sponsorizzazione, è stata 4ª edizione della Supercoppa LNP per il campionato di Serie B.

## Formula
Le 36 squadre della Serie B 2023-2024 sono inserite in un tabellone, con turni in gara unica, a eliminazione diretta. La squadra con migliore posizione, in riferimento alla stagione 2022-2023, gioca ogni turno in casa.
Nel primo turno le squadre vengono ridotte da 36 a 18, nel secondo turno da 18 a 9. Al termine del secondo turno la squadra, tra le 9 vincitrici, con la peggior differenza canestri (punti fatti - punti subiti) riguardo alle gare dei primi due turni, viene eliminata: restano quindi 8 squadre.
Si disputano poi i quarti di finale, sempre in gara unica; le 4 vincenti accedono alla Final Four, in sede da stabilire.

## Risultati

### Fase eliminatoria

#### Primo turno
| Squadra 1             | Risultato | Squadra 2           |
| --------------------- | --------- | ------------------- |
| Aurora Desio          | 87-89     | Brianza Casa Bk.    |
| Sangiorgese Basket    | 78-85     | Fulgor Omegna       |
| Golfo Piombino        | 78-86     | Pall. Crema         |
| Bakery Piacenza       | 99-95     | Pall. Fiorenzuola   |
| Herons Montecatini    | 78-75     | Pall. Montecatini   |
| Libertas Livorno 1947 | 81-103    | Pielle Livorno      |
| N.P.C. Rieti          | 77-74     | Virtus Salerno      |
| Virtus Padova         | 84-83     | Virtus Lumezzane    |
| Basket Mestre         | 64-73     | Rucker SanVe        |
| S.C. Gira             | 64-74     | Vicenza             |
| Virtus Imola          | 71-64     | A. Costa Imola      |
| Basket Ravenna        | 60-70     | Raggisolaris Faenza |
| Janus Fabriano        | 102-84    | Jesi Academy        |
| Pall. Chieti          | 78-68     | Pall. Roseto        |
| Ruvo di Puglia        | 80-76     | Lions Bisceglie     |
| San Severo            | 68-78     | Taranto Cras        |
| Virtus Cassino        | 65-56     | Del Fes Avellino    |
| PSA                   | 74-65     | Juvecaserta         |

#### Secondo turno
| Squadra 1           | Risultato | Squadra 2          |
| ------------------- | --------- | ------------------ |
| Brianza Casa Bk.    | 77-72     | Fulgor Omegna      |
| Bakery Piacenza     | 91-85     | Pall. Crema        |
| Pielle Livorno      | 85-72     | Herons Montecatini |
| Rucker SanVe        | 82-75     | Virtus Padova      |
| Virtus Imola        | 76-55     | Vicenza            |
| Raggisolaris Faenza | 98-72     | Janus Fabriano     |
| Pall. Chieti        | 69-71     | Ruvo di Puglia     |
| Virtus Cassino      | 90-68     | Taranto Cras       |
| N.P.C. Rieti        | 69-57     | PSA                |

#### Quarti di finale
| Squadra 1           | Risultato | Squadra 2       |
| ------------------- | --------- | --------------- |
| N.P.C. Rieti        | 76-67     | Virtus Imola    |
| Pielle Livorno      | 84-59     | Bakery Piacenza |
| Raggisolaris Faenza | 68-55     | Rucker SanVe    |
| Ruvo di Puglia      | 98-82     | Virtus Cassino  |

### Fase finale

#### Semifinale
| Montecatini Terme 23 settembre 2023, ore 14:00 CEST Semifinale | Raggisolaris Faenza | 70 – 76 (12-11, 30-39, 48-61) referto | Ruvo di Puglia | PalaTerme |

| Montecatini Terme 23 settembre 2023, ore 18:30 CEST Semifinale | N.P.C. Rieti | 78 – 86 (20-23, 37-43, 59-70) referto | Pielle Livorno | PalaTerme |

#### Finale
| Montecatini Terme 24 settembre 2023, ore 16:30 CEST Finale | Ruvo di Puglia | 78 – 88 (19-15, 43-42, 64-59) referto | Pielle Livorno | PalaTerme |